# Victoria Martín de Campo
Victoria Martín Barhié, también conocida como Victoria Martín de Campo por su segundo matrimonio (Cádiz, 1794-1869), fue una pintora neoclásica española. Académica de mérito de la Nacional de Santa Cristina, supernumeraria de la provincial de Bellas Artes. Discípula del pintor Manuel Montano, sus obras se caracterizan por un sentido especial del dibujo, correcto pero no sometido, un modelado exquisito y un sentido justo del color. El Museo de Cádiz conserva tres obras suyas: La adoración de los pastores, Autorretrato y Psiquis y Cupido.

## Vida y obra
Nació en 1794 en el seno de una familia burguesa de Cádiz. Su padre, Sebastián Martín, trabajaba de cónsul y a la vez de comerciante. Su madre, Claudia Barhié, de origen francés, falleció al poco de su nacimiento y quedó al cuidado de la nueva esposa de su padre, que será la encargada de su tutela y de sus hermanos.
Contrajo un primer matrimonio con Álvaro Jiménez Basurto, un comerciante acomodado en Cádiz, titular de varios cargos en la administración gaditana. Él se encargó de administrar los bienes de su esposa y de sus hermanos, pero a su muerte no dejó bienes significativos ni hijos. Tras enviudar contrajo nuevo matrimonio en 1835 con Antonio María de Campo, oficial de la contaduría de aduanas, que a su muerte tampoco dejó nada de valor. El heredero de Barhié fue su sobrino Francisco Berriozabal Martín.

### Formación y carrera artística
No se sabe con exactitud cuál fue la formación recibida por Victoria Martín. Se cree que nunca viajó a París o Roma –los núcleos fundamentales del Neoclasicismo-, pero se sabe que tuvo por maestro a Manuel Montano, del que recibió una educación basada en la literatura y el arte, principalmente. Participó en diversos certámenes, siendo premiada en varios de ellos. El mayor éxito profesional fue obtener plaza de académica de mérito en la Academia de Bellas Artes de Cádiz, a las órdenes de Manuel Montano, a propuesta de Joaquín Manuel Fernández Cruzado. También fue socia de mérito del Liceo de Málaga.
Fue una pintora fiel al estilo neoclásico, aunque con un toque personal y cierta influencia romántica que permite situarla en el prerromanticismo. Cultivó la pintura religiosa y mitológica además del retrato.

### Obras

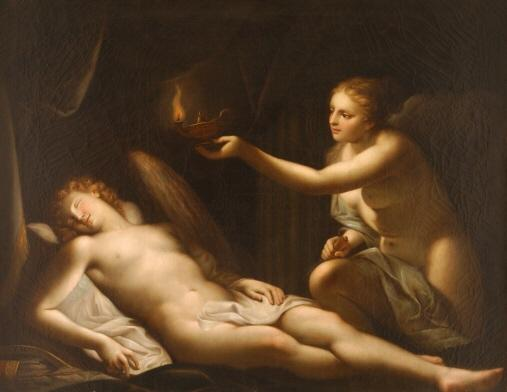
Psiquis y Cupido, 1823, óleo sobre lienzo, 116 x 147 cm, Museo de Cádiz.

Obras de temática religiosa de Victoria Martín se encuentran en la Catedral de Cádiz –Ecce Homo, alguna vez atribuido a Ribera, la Dolorosa y San Lorenzo Mártir, en los que la formación neoclásica se mezcla con el toque personal y la influencia de Murillo–, el museo municipal de Cádiz -la Magdalena y San Fernando- y la La Adoración de los Pastores del museo de Cádiz, obra de reducidas dimensiones en la que se han aprovechado figuras del lienzo del mismo asunto pintado por Rubens para la iglesia de San Juan de Malinas.
La pintura mitológica está representada en Psiquis y Cupido, óleo del museo de Cádiz, que representa el momento en que Psique se aproxima sigilosa con una vela encendida al lecho donde duerme apaciblemente Cupido desnudo, con objeto de conocer la verdadera identidad de su misterioso esposo. Al mismo museo pertenece el Autorretrato de la pintora, datado hacia 1840, obra que ha sido interpretada como una mezcla entre sus habilidades pictóricas y su manera de ser, empleando el color para resaltar alguna de sus cualidades físicas, como su elegancia, su belleza o su finura. Se conoce también un retrato de Caballero desconocido, con los rasgos característicos de un personaje de la burguesía gaditana, que quizá sea su sobrino según Antonio de la Banda y Vargas.
Por último, hay obras en paradero desconocido o mal atribuidas como son: La Casta Susana, David tocando el arpa ante Saúl, Niño en una floresta y un retrato de niño que fue muy popular entre los intelectuales del momento, pero del que no se poseen registros. Tampoco existen registros sobre su colección de dibujos.